# Pimelodella altipinnis
Pimelodella altipinnis är en fiskart som först beskrevs av Steindachner, 1864.  Pimelodella altipinnis ingår i släktet Pimelodella och familjen Heptapteridae. IUCN kategoriserar arten globalt som otillräckligt studerad. Inga underarter finns listade i Catalogue of Life.